# 水野耕太郎
水野 耕太郎（みずの こうたろう、1941年3月1日 - ）は、東邦ガス代表取締役元会長。愛知県出身。

## 略歴
1963年名古屋大学法学部卒業後、東邦ガス入社。人事部長、企画部長等を経て代表取締役社長。2008年早川敏生会長と相談の上、後任の社長に佐伯卓を据え、社長を退任、会長に就任。
中部経済同友会代表幹事。2008年12月より愛知県公安委員会委員長。

## 経歴
- 1956年 名古屋市立冨士中学校卒業
- 1959年 愛知県立明和高等学校卒業
- 1963年 名古屋大学法学部卒業
- 1963年 東邦ガス入社
- 1997年 同社取締役
- 2000年 同社常務
- 2002年 同社専務
- 2004年 同社社長
- 2008年 同社会長
- 2012年 同社相談役